# Matea Jelić
Matea Jelić (Knin, Croàcia, 23 de desembre de 1997) es una taekwonista croata.
Va guanyar una medalla d'or a la categoria de les dones de menys de 67 kg als Jocs Olímpics d'Estiu de 2020, que se celebraren l'any següent per culpa de la pandèmia de COVID-19, a Tòquio. Havia obtingut anteriorment una medalla de bronze al Campionat Europeu de Taekwondo el 2016 i la medalla d'or el 2021 a la mateixa categoria.

## Palmarès internacional
| Jocs Olímpics                   | Jocs Olímpics           | Jocs Olímpics | Jocs Olímpics |
| Any                             | Indret                  | Medalla       | Categoria     |
| ------------------------------- | ----------------------- | ------------- | ------------- |
| 2020                            | Tòquio ( Japó)          | 1             | –67 kg        |
| Campionat d'Europa              |                         |               |               |
| Any                             | Indret                  | Medalla       | Categoria     |
| 2016                            | Montreux ( Suïssa)      | 3             | –67 kg        |
| 2021                            | Sofia ( Bulgària)       | 1             | –67 kg        |
| Grand Slam                      |                         |               |               |
| Any                             | Indret                  | Medalla       | Categoria     |
| Grand Slam de Taekwondo de 2019 | Wuxi ( R.P. de la Xina) | 1             | –67 kg        |
| Jocs Mediterranis               |                         |               |               |
| Any                             | Indret                  | Medalla       | Categoria     |
| 2018                            | Tarragona ( Catalunya)  | 1             | –67 kg        |